# Saluda County
Saluda County ist ein County im Bundesstaat South Carolina der Vereinigten Staaten. Das U.S. Census Bureau hat bei der Volkszählung 2020 eine Einwohnerzahl von 18.862 ermittelt. Der Verwaltungssitz (County Seat) ist Saluda.

## Geographie
Das County liegt im mittleren Nordwesten von South Carolina und hat eine Fläche von 1196 Quadratkilometern, wovon 24 Quadratkilometer Wasserfläche sind. Es grenzt im Uhrzeigersinn an folgende Countys: Newberry County, Lexington County, Aiken County, Edgefield County und Greenwood County.

## Geschichte
Saluda County wurde 1896 gebildet. Benannt wurde es nach dem Saluda River.

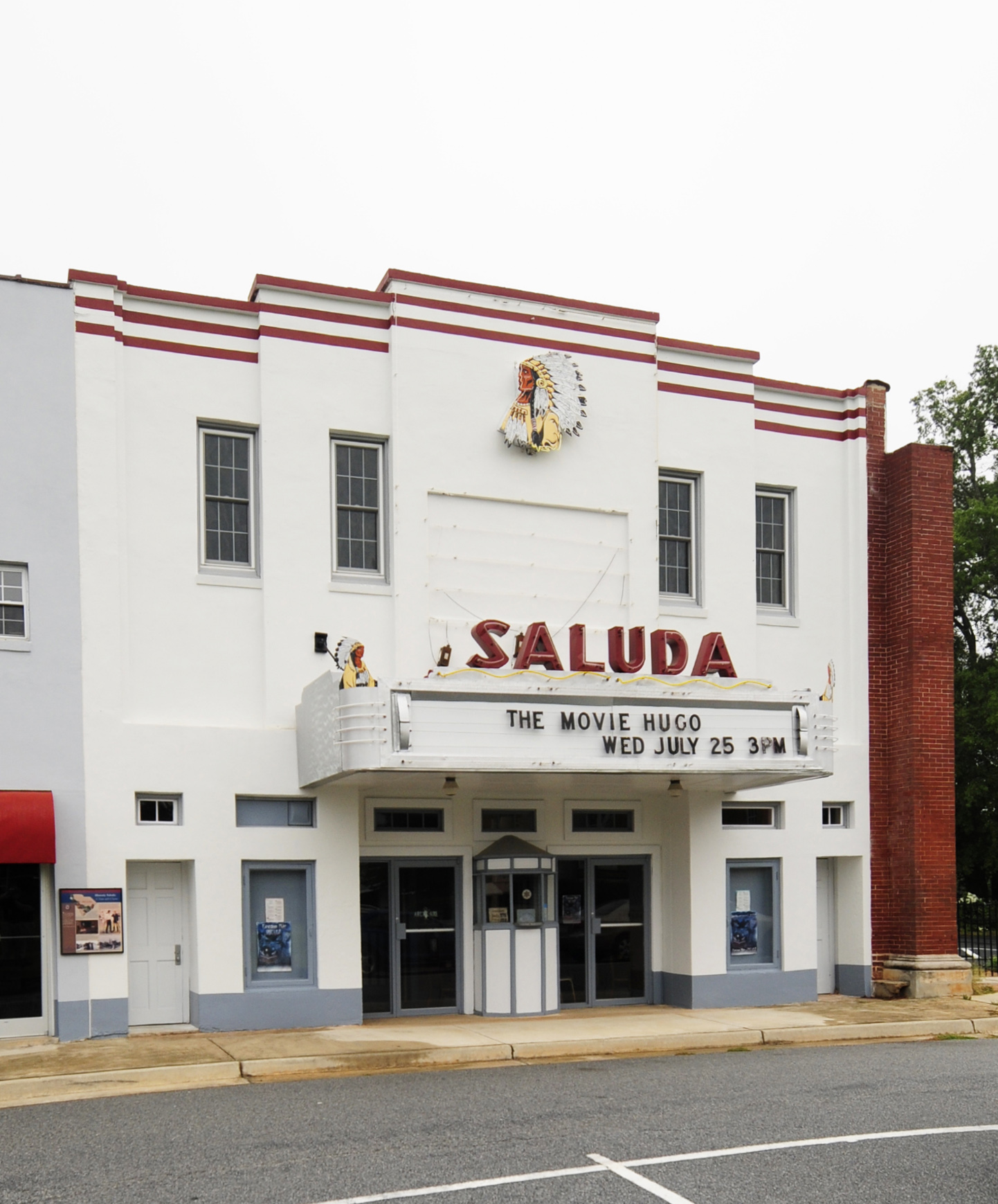
Das Saluda Theatre ist einer von elf Einträgen des Countys im NRHP.

Elf Bauwerke und Stätten des Countys sind im National Register of Historic Places (NRHP) eingetragen (Stand 29. Juli 2018).

## Demografische Daten
Nach der Volkszählung im Jahr 2000 lebten im Saluda County 19.181 Menschen in 7.127 Haushalten und 5.295 Familien. Die Bevölkerungsdichte betrug 16 Einwohner pro Quadratkilometer. Ethnisch betrachtet setzte sich die Bevölkerung zusammen aus 65,80 Prozent Weißen, 29,99 Prozent Afroamerikanern, 0,23 Prozent amerikanischen Ureinwohnern, 0,04 Prozent Asiaten, 0,01 Prozent Bewohnern aus dem pazifischen Inselraum und 3,29 Prozent aus anderen ethnischen Gruppen; 0,64 Prozent stammten von zwei oder mehr Ethnien ab. 7,30 Prozent der Bevölkerung waren spanischer oder lateinamerikanischer Abstammung.
Von den 7.127 Haushalten hatten 31,8 Prozent Kinder unter 18 Jahre, die bei ihnen lebten. 54,2 Prozent waren verheiratete, zusammenlebende Paare, 14,5 Prozent waren allein erziehende Mütter, 25,7 Prozent waren keine Familien, 22,5 Prozent waren Singlehaushalte und in 10,4 Prozent lebten Menschen mit 65 Jahren oder darüber. Die Durchschnittshaushaltsgröße betrug 2,65 und die durchschnittliche Familiengröße betrug 3,07 Personen.
24,9 Prozent der Bevölkerung war unter 18 Jahre alt. 9,2 Prozent zwischen 18 und 24, 27,6 Prozent zwischen 25 und 44, 23,8 Prozent zwischen 45 und 64 und 14,5 Prozent waren 65 Jahre alt oder älter. Das Durchschnittsalter betrug 37 Jahre. Auf 100 weibliche Personen kamen 98,6 männliche Personen und auf 100 Frauen im Alter von 18 Jahren und darüber kamen 95,3 Männer.
Das jährliche Durchschnittseinkommen eines Haushalts betrug 35.774 USD, das Durchschnittseinkommen einer Familie betrug 41.603 USD. Männer hatten ein Durchschnittseinkommen von 29.221 USD, Frauen 21.395 USD. Das Prokopfeinkommen betrug 16.328 USD. 12,0 Prozent der Familien und 15,6 Prozent der Bevölkerung lebten unterhalb der Armutsgrenze.